# Biarchedi
Le Biarchedi est une montagne située au sud du glacier du Baltoro, dans la région autonome du Gilgit-Baltistan, au Pakistan. Au sud-ouest du Biarchedi se trouve le Masherbrum (7 806 m) et à l'est le pic Mitre (6 010 m). Le glacier Biarchedi (en), qui progresse vers le nord et rejoint le glacier du Baltoro, est situé au nord-est du sommet.
Le sommet du Biarchedi a été vaincu par une expédition espagnole en 1984. En 1960, une équipe américano-pakistanaise avait atteint son sommet secondaire, le Biarchedi II (pic Serac, 6 710 m).